# جيرارد سميث (موسيقي)
جيرارد سميث (بالإنجليزية: Gerard Smith)‏ هو موسيقي أمريكي، ولد في 20 سبتمبر 1974، وتوفي في 20 أبريل 2011 بسبب سرطان الرئة.

## وصلات خارجية
- جيرارد سميث على موقع الموسوعة البريطانية (الإنجليزية)
- جيرارد سميث على موقع ميوزك برينز (الإنجليزية)
- جيرارد سميث على موقع ديسكوغز (الإنجليزية)